# Ołeksandr Honczarenko
Ołeksandr Wasylowycz Honczarenko (ukr. Олександр Васильович Гончаренко, ur. 11 sierpnia 1972 w Bileńkim w obwodzie donieckim) – ukraiński polityk i przedsiębiorca, mer Kramatorska od 2020 roku.

## Życiorys
Ołeksandr Honczarenko urodził się 11 sierpnia 1972 roku w Bileńkim w obwodzie donieckim. Ukończył szkołę średnią nr 22 w Kramatorsku, studia wyższe rozpoczął na uniwersytecie w Bernie na kierunku Ekonomia przedsiębiorstw, a ukończył studia na uniwersytecie w Doniecku na kierunku Finanse i kredyt.
Honczarenko pracował jako dyrektor ds. marketingu i sprzedaży w spółce Energomaszspecstal, należącej do posła Maksyma Jefimowa, z którym Honczarenko utrzymuje bliskie stosunki. Był także współwłaścicielem przedsiębiorstwa Kramatorski krolik i gospodarstwa rolnego Jasnogorowskoje.
W 2010 roku został wybrany do rady miejskiej Kramatorska jako kandydat Partii Regionów. Swój mandat odnowił w wyborach samorządowych w 2015 roku. W latach 2010–2020 był przewodniczącym stałej komisji do spraw rozwoju społeczno-gospodarczego, planowania, budżetu, finansów, zagranicznej działalności gospodarczej.
W wyborach samorządowych w 2020 roku Honczarenko został wybrany merem Kramatorska. W drugiej turze zdobył 18 686 głosów (57,85%) pokonując urzędującego mera Andrija Pankowa z 13 070 głosami (40,47%). W kampanii wyborczej Honczarenko uzyskał poparcie Jefimowa i jego partii politycznej Nasz Kramatorsk oraz prorosyjskiej partii Opozycyjna Platforma – Za Życie.
Jest żonaty, ma córkę.